# Dzielnica I Stare Miasto

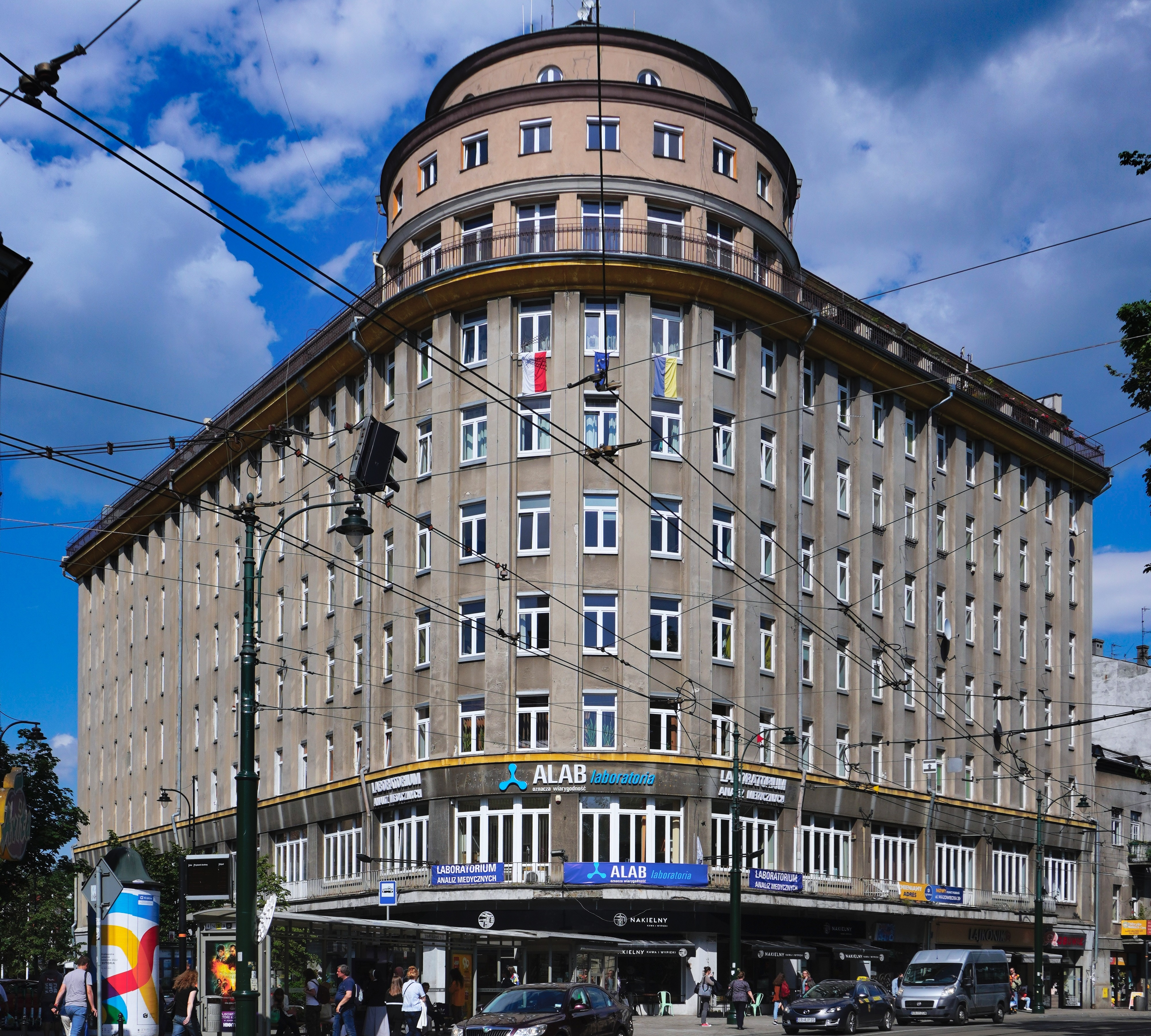
Budynek Feniksa przy ul. Basztowej 15 mieszczący w swojej części od strony Rynku Kleparskiego siedzibę urzędu Dzielnicy I Stare Miasto

Dzielnica I Stare Miasto – dzielnica, jednostka pomocnicza gminy miejskiej Kraków. Do 1990 roku wchodziła w skład dzielnicy Śródmieście. Przewodniczącym Rady i Zarządu Dzielnicy w IX kadencji 2023-2028 jest Jan Hoffman

## Siedziba zarządu
Rynek Kleparski 4, 31-151 Kraków

## Demografia
| Rok  | Stan na koniec roku | Uwagi              |
| ---- | ------------------- | ------------------ |
| 2004 | 48.964              |                    |
| 2005 | 47.319              |                    |
| 2006 | 43.604              |                    |
| 2007 | 42.671              |                    |
| 2008 | b/d                 |                    |
| 2009 | 40.545              |                    |
| 2010 | b/d                 |                    |
| 2011 | 39.659              |                    |
| 2012 | 37.694              | stan na 21.02.2012 |
| 2013 | 37.166              | stan na 14.05.2013 |
| 2013 | 36.557              |                    |
| 2014 | 35.573              |                    |
| 2015 | 34.580              |                    |
| 2016 | 33.359              |                    |
| 2018 | 32.169              | stan na 06.01.2018 |
| 2018 | 31.359              |                    |
| 2019 | 30.609              |                    |
| 2020 | 29.937              |                    |
| 2021 | 29.143              |                    |
| 2022 | 28.162              |                    |
| 2023 | 27.668              |                    |

## Osiedla i zwyczajowe jednostki urbanistyczne
- Kazimierz
- Kleparz
- Nowe Miasto
- Nowy Świat
- Okół
- Piasek
- Stare Miasto z Rynkiem Głównym
- Stradom
- Warszawskie
- Wawel

## Granice dzielnicy
Granice różnią się w niewielkim stopniu od poprzednich z powodu przyjęcia Statutów Dzielnic przyjętych uchwałami Rady Miasta Krakowa z dnia 12 marca 2014 r.
- z Dzielnicą VII

graniczy na odcinku – od środka rzeki Wisły w kierunku północnym, wschodnią stroną Al. Krasińskiego do skrzyżowania z ulicami: Marszałka Piłsudskiego i Al. Marszałka Focha,
- z Dzielnicą V

graniczy na odcinku – od skrzyżowania z ulicami: Marszałka Piłsudskiego i Al. Marszałka Focha w kierunku północnym wschodnią stroną Al. Mickiewicza, Al. Słowackiego i ul. Kamiennej do linii kolejowej Kraków – Warszawa, dalej na północ wschodnią stroną linii kolejowej Kraków – Warszawa do skrzyżowania z kolejową obwodnicą towarową w rejonie ul. Langiewicza,
- z Dzielnicą III

graniczy na odcinku – od skrzyżowania linii kolejowej Kraków – Warszawa z kolejową obwodnicą towarową w kierunku wschodnim północną stroną kolejowej obwodnicy towarowej do skrzyżowania z ulicą Rakowicką,
- z Dzielnicą II

graniczy na odcinku – od skrzyżowania kolejowej obwodnicy towarowej z ul. Rakowicką w kierunku południowym zachodnią stroną ulicy Rakowickiej do skrzyżowania z ul. Lubomirskiego, dalej skręca na zachód i biegnie południową stroną ul. Lubomirskiego do ul. Bosackiej, następnie na południe wschodnią stroną ul. Bosackiej do ul. Lubicz, północną stroną ul. Lubicz na zachód do skrzyżowania z linią kolejową Kraków – Tarnów, dalej na południe zachodnią stroną linii kolejowej do rzeki Wisły,
– południową granicę stanowi środek rzeki Wisły.
- z Dzielnicą XIII

graniczy na odcinku od mostu kolejowego do ujścia rzeki Wilgi.
- z Dzielnicą VIII

graniczy na odcinku od ujścia rzeki Wilgi do mostu Dębnickiego.